# Thomas Johann Seebeck

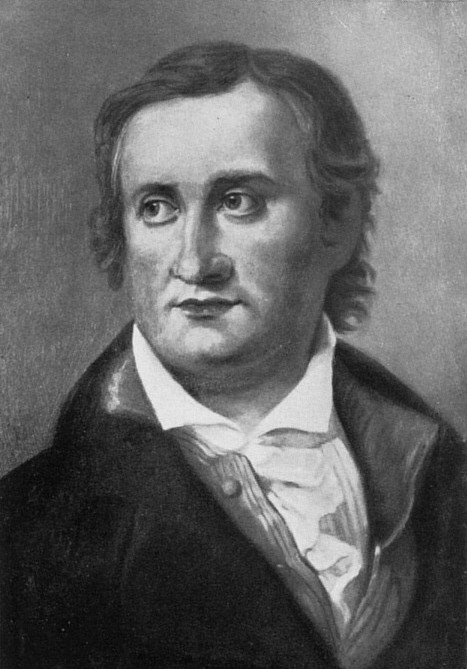
Thomas Jhohann Seebeck.

Thomas Jhohann Seebeck (Reval, 9 de abril de 1770 - Berlín, 10 de diciembre de 1831) fue un médico e investigador físico nacido en Estonia, de origen alemán del Báltico, descubrió el efecto termoeléctrico. 

## Biografía
Se licenció en medicina 1802, pero prefirió la investigación en la física a la práctica de la medicina. Después de su graduación, ingresó en la universidad de Jena, donde conoció a Goethe. Inspirado por el movimiento romántico en Alemania y la teoría contra newtoniana de colores de Goethe, trabajó con este en la teoría del color y del efecto de la luz coloreada. 
En 1806 descubrió los efectos del calor y  productos químicos en diversos colores del espectro solar. En 1808, obtuvo la primera combinación química de amoníaco con óxido mercúrico. A principios de 1820, Seebeck realizó variados experimentos en la búsqueda de una relación entre la electricidad y calor. En 1821, soldando dos alambres de metales diferentes (cobre y bismuto) en un lazo, descubrió accidentalmente que al calentar uno a alta temperatura y mientras el otro se mantenía a baja temperatura, se producía un campo magnético. Seebeck no creyó, o no divulgó que una corriente eléctrica era generada cuando el calor se aplicaba a la soldadura de los dos metales. En cambio, utilizó el término termomagnetismo para referirse a su descubrimiento. Actualmente se lo conoce como efecto Peltier-Seebeck o efecto termoeléctrico y es la base del funcionamiento de los termopares.